# Баракі (гміна Аннополь)
Баракі (пол. Baraki) — село в Польщі, у гміні Аннополь Красницького повіту Люблінського воєводства.
Населення — 38 осіб (2011).
У 1975-1998 роках село належало до Тарнобжезького воєводства.

## Демографія
Демографічна структура станом на 31 березня 2011 року:
|          | Загалом | Допрацездатний вік | Працездатний вік | Постпрацездатний вік |
| -------- | ------- | ------------------ | ---------------- | -------------------- |
| Чоловіки | 19      | 7                  | 10               | 2                    |
| Жінки    | 19      | 7                  | 10               | 2                    |
| Разом    | 38      | 14                 | 20               | 4                    |